# 班氏县
班氏县，中国古县名。
秦置班氏县，治所在今山西省大同市东南五十五里。属代郡。西汉班氏县是代郡十八县之一，是代郡西部最靠近雁门郡的县。王莽新朝，班氏县改为班副县。东汉仍为班氏县。东汉末年，省班氏县，地入平舒县。